# Pedro Largo Carazo
Pedro Largo Carazo (Barcelona, 11 de juny de 1972) és un exfutbolista català, que jugava com a defensa.
Va iniciar la seua carrera en equips de la Regió de Madrid, com el Getafe CF i el CD Leganés. També va militar al CD Badajoz, Reial Múrcia CF (amb qui debutaria a primera divisió la temporada 03/04), Polideportivo Ejido o Xerez CD, entre d'altres.
El defensa ha estat un dels jugadors clàssics de la Segona Divisió de finals dels 90 i principis del 2000. A la categoria d'argent hi va militar durant 12 temporades en sis equips diferents, tot sumant 316 partits i 3 gols.